# Yuanfen
Yuan (缘) o yuanfen (缘份; Pinyin: yuánfèn) es un concepto chino relacionado con el budismo que significa «"destino" o "fuerza predestinada"».
En el uso común el término se puede definir como «personas con un amor predestinado». El «Principio de sincronicidad» del psicólogo suizo Carl Jung se puede ver como algo semejante al yuanfen. 
Las personas chinas creen también ser una fuerza universal que gobierna los acontecimientos de cosas en algunas personas en algunos lugares. El Yuanfen pertenece a la familia de conceptos conocidos en teología como determinismo. 
Algunos creen que las fuerzas que manejan y las causas detrás del yuanfen son las acciones hechas en las reencarnaciones previas. Este aspecto es por lo tanto semejante al karma del budismo. Sin embargo, mientras el karma a menudo se refiere a las consecuencias de una acción del individuo en él o ella misma, «Yuan» siempre es utilizado en conjunción con dos personas. 
El proverbio yǒu yuán wú fèn (有緣無份) que significa «Tener destino sin destino», es utilizado a veces para describir a las parejas que se encuentran, pero no pueden permanecer juntos. 
A diferencia de otras relaciones sociales chinas que se describen abstractas pero fácilmente notables, actualmente, los chinos meramente utilizan esta palabra poéticamente o para acentuar un significado a una relación. 
- Datos: Q8060070